# Mosjasz (imię)
Mosjasz (deseret 𐐣𐐄𐐝𐐌𐐂, 𐐣𐐃𐐝𐐌𐐂) – imię męskie występujące w wyznaniach należących do ruchu świętych w dniach ostatnich (mormonów).

## Pochodzenie
Pochodzi z Księgi Mormona, jednego z pism świętych przynależnych do kanonu tej tradycji religijnej. Nosiły je w tym tekście dwie postacie. Pierwszą z nich był neficki prorok wybrany na króla nad ludem w Zarahemli. Drugą natomiast był wnuk poprzedniego, syn króla Benjamina.

## Perspektywa historyczna
Pojawia się w źródłach historycznych już w początkach mormonizmu. Nosił je jeden z synów Parleya P. Pratta i Phoebe Elizabeth Soper (Sopher). Dziecko to, urodzone 26 lutego 1850 już w Salt Lake City zmarło zaledwie miesiąc później. Nazwano tak również najstarszego syna Leviego Warda Hancocka i Clarissy Reed, Mosiaha Lymana (1834-1907).

## Występowanie i obecność w mormońskiej kulturze
Jako imię specyficznie mormońskie znalazło odbicie w kulturze Kościoła, z którego wierzeń wyrosło. Artykuł na łamach pisma „Friend” z maja 1994 wskazuje choćby, że imię zaczerpnięte z Księgi Mormona może być powodem do dumy oraz wywierać pozytywny wpływ na życie duchowe noszącego je człowieka. Podobną tematykę porusza numer tego samego pisma z lutego 1995.
Międzynarodowa ekspansja mormonizmu przyczyniła się do pojawienia się imienia Mosjasz również poza granicami Stanów Zjednoczonych. Występuje chociażby wśród nowozelandzkich Maorysów (w zapisie Mohia). Imię to nosi również brazylijski gimnastyk sportowy Mosiah Rodrigues, nazwany w ten sposób przez swoją głęboko religijną matkę.